# Concerto per violino e orchestra (Elgar)
Il Concerto per violino e orchestra in si minore Op. 61, è una delle composizioni orchestrali più lunghe di Edward Elgar e l'ultima delle sue opere ad ottenere un successo popolare immediato.

## Introduzione

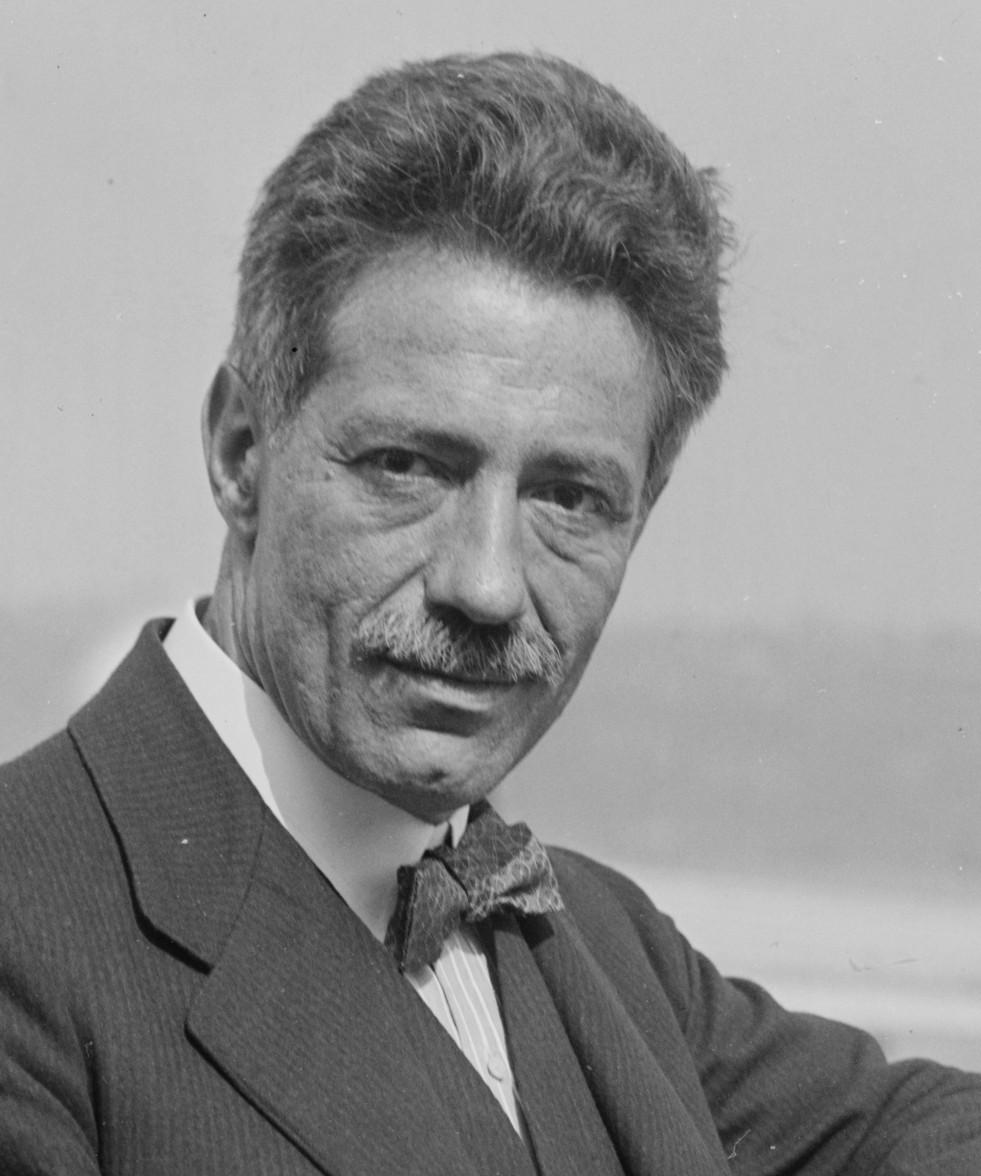
Fritz Kreisler, dedicatario del concerto

Il concerto fu composto per il violinista Fritz Kreisler, che lo presentò in anteprima a Londra nel 1910, sotto la direzione del compositore. I piani della casa discografica His Master's Voice per registrare il lavoro con Kreisler ed Elgar fallirono e il compositore ne fece una registrazione con l'adolescente Yehudi Menuhin, che è rimasta nei cataloghi fin dalla sua prima pubblicazione nel 1932.
Anche se la musica di Elgar a metà del XX secolo era passata di moda e la reputazione del concerto come uno dei più difficili nel repertorio violinistico era cresciuta (a causa del suo uso di costanti corde multiple, veloci e non convenzionali incroci di corde e massicci spostamenti rapidi attorno allo strumento), ha comunque continuato a essere programmato e suonato da noti violinisti. Alla fine del XX secolo, quando la musica di Elgar fu riportata nel repertorio generale, c'erano state più di venti incisioni. Nel 2010 furono organizzate in tutto il mondo esecuzioni per il centenario del concerto.

## Storia

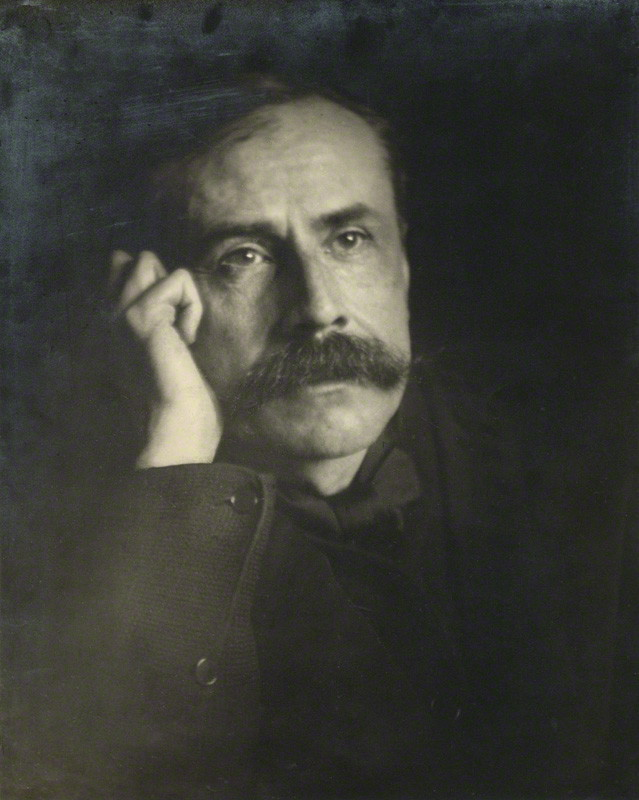
Il compositore nel 1903

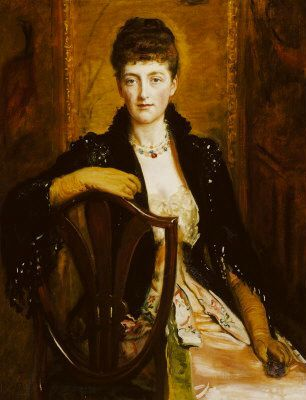
Alice Stuart-Wortley, "Anemone" di Elgar, una delle tante donne ipotizzate come musa del compositore

Elgar aveva iniziato a lavorare ad un concerto per violino nel 1890, ma non era soddisfatto e distrusse il manoscritto. Nel 1907 il violinista Fritz Kreisler, che ammirava Il sogno di Geronte di Elgar, gli chiese di scrivere un concerto per violino. Due anni prima, Kreisler aveva detto a un giornale inglese:
La Royal Philharmonic Society di Londra commissionò formalmente il concerto nel 1909. Elgar, nonostante fosse un violinista, chiamò W.H. "Billy" Reed, primo violino della London Symphony Orchestra, per consigli tecnici durante la stesura del concerto. Reed lo aiutò con archeggi, passaggi e diteggiature, suonando ripetutamente passaggi fino a quando Elgar non fu soddisfatto. Anche Kreisler fornì suggerimenti, alcuni per rendere più brillante la parte solista e altri per renderla più suonabile. Prima della première, Reed, con Elgar che suonava la parte orchestrale al pianoforte, suonò durante una festa privata.
La prima avvenne durante un concerto della Royal Philharmonic Society il 10 novembre 1910, con Kreisler e la London Symphony Orchestra diretta dal compositore. Reed ricordò, "il Concerto si è rivelato un trionfo completo, l'esibizione un'occasione brillante e indimenticabile". L'impatto del Concerto fu così grande che il rivale di Kreisler, Eugène Ysaÿe, trascorse molto tempo con Elgar per mettere a punto il lavoro. Ci fu una grande delusione quando difficoltà contrattuali impedirono a Ysaÿe di interpretarlo a Londra.
Il Concerto fu l'ultimo grande successo popolare di Elgar. Delle sue opere successive di grandi dimensioni, né la Sinfonia n. 2, né Falstaff, né il Concerto per violoncello ottennero l'immediata popolarità della Sinfonia n. 1 o di questo concerto. Elgar rimase particolarmente affezionato al lavoro. Il suo amico Charles Sanford Terry ha ricordava "Non ho mai sentito Elgar parlare della sua nota personale nella sua musica se non per quanto riguarda il concerto e di esso l'ho sentito dire più di una volta, 'Lo adoro'". Elgar disse ad Ivor Atkins che gli sarebbe piaciuto il tema nobilmente dell'andante inciso sulla sua tomba.
Anche negli anni '50, quando la musica di Elgar era ormai fuori moda, il concerto compariva spesso nei programmi dei concerti. Alla fine del ventesimo secolo, quando la musica di Elgar era tornata di nuovo nel repertorio generale, c'erano più di 20 incisioni grammofoniche del concerto. Nel 2010, centenario del lavoro, il violinista Nikolaj Znaider iniziò una serie di spettacoli in diverse località, tra cui Vienna, Londra e New York, con la Wiener Philharmoniker, la London Symphony Orchestra, la New York Philharmonic e i direttori Valery Gergiev e Sir Colin Davis. Sempre nel 2010 Philippe Graffin tenne un concerto al Three Choirs Festival usando il manoscritto originale di Elgar e furono pubblicate nuove incisioni di Znaider, Thomas Zehetmair e Tasmin Little.

## Iscrizione enigmatica
Il concerto è dedicato a Kreisler, ma la partitura reca anche la scritta in spagnolo "Aqui está encerrada el alma de....." ("Qui è racchiusa l'anima di....."), una citazione dal romanzo Gil Blas di Alain-René Lesage. I cinque punti sono uno degli enigmi di Elgar e diversi nomi sono stati proposti da abbinare all'iscrizione. Si credette per lo più che alludesse ad Alice Stuart-Wortley, figlia del pittore John Everett Millais. Era la cara amica di Elgar che aveva soprannominato "Windflower" (Anemone) e il suo amore per lei e la sua ispirazione per lui sono ben noti. Non ci sono prove che la colleghino all'iscrizione del concerto, sebbene Elgar abbia soprannominato alcuni dei temi "Windflower" e nelle sue lettere si riferiva ad esso come "il nostro concerto".
Un'altra possibile fonte d'ispirazione per il concerto fu il primo amore di Elgar, Helen Weaver, alla quale fu brevemente fidanzato negli anni 1880. Dora Powell ("Dorabella" di Enigma Variations) suggerì una terza possibile candidata, l'amica americana di Elgar Julia "Pippa" Worthington: la Powell ricordava un'occasione a casa degli Elgars, Plâs Gwyn, mentre guardava una copia della partitura del concerto:
Il biografo di Elgar Jerrold Northrop Moore suggerisce che l'iscrizione non si riferisca ad una sola persona, ma che racchiuse in ogni movimento del concerto siano presenti sia un'ispirazione vivente che un fantasma: Alice Stuart-Wortley ed Helen Weaver nel primo movimento; la moglie di Elgar e sua madre nel secondo e, nel finale, Billy Reed e August Jaeger ("Nimrod" di Enigma Variations).

## Orchestrazione
Il concerto per violino di Elgar è scritto per violino solista, due flauti, due oboi, due clarinetti in la, due fagotti, controfagotto (ad lib), quattro corni in fa, due trombe in la, tre tromboni, tuba (ad lib), 3 timpani e archi.

## Analisi musicale
Elgar disse del Concerto per violino: "È bello! Estremamente emotivo! Troppo emotivo, ma lo adoro". Come la stragrande maggioranza dei primi concerti per violino, quello di Elgar ha tre movimenti. Il biografo di Elgar Michael Kennedy suggerisce che strutturalmente il concerto è modellato su quelli di Brahms e forse Bruch. È imponente per un concerto, in genere richiede tra i 45 e i 55 minuti per l'esecuzione (vedere "Incisioni" di seguito per i tempi indicativi).

### Allegro
Il primo movimento, nella tradizionale forma-sonata, inizia con una lunga esposizione orchestrale dei temi. Vengono presentati sei temi correlati, che spaziano attraverso diverse chiavi, dopodiché il primo tema viene ripetuto, prima dall'orchestra e poi dal violino solista. Questo brano è descritto da Kennedy come "una delle voci più efficaci e inquietanti per strumento solista che si possa trovare in qualsiasi concerto". La linea del solista ripete ed elabora i cinque temi, in particolare il secondo che era apparso brevemente nella sezione orchestrale di apertura e si trasforma nella parte solista nel tema "Windflower", "di una bellezza poetica eccezionale perfino per Elgar". Il movimento segue il modello classico di sviluppo e ricapitolazione, in cui "l'interazione tra violinista e orchestra è su scala eroica", e termina con una fioritura orchestrale.

### Andante
Il secondo movimento, in chiave di si bemolle, ha un preludio orchestrale più breve ed è per lo più tranquillo e melodioso, ma sale a fino ad un culmine appassionato. Kennedy lo definisce "uno sfoggio di un'eloquenza sostenuta e nobile".

### Allegro molto
L'ultimo movimento inizia con un passaggio del violino tranquillo ma faticoso, accompagnato dall'orchestra, con molte doppie corde e arpeggi veloci; vengono richiamati i temi del primo e del secondo movimento e poi, mentre il movimento sembra dirigersi verso un finale convenzionale, c'è una inaspettata e non convenzionale cadenza accompagnata in cui l'orchestra sostiene l'assolo con un effetto picchiettato con tremolo pizzicato. Questa cadenza, anche se impegnativa da eseguire, non è il solito pezzo virtuosistico: è il culmine emotivo e strutturale dell'intera opera. I temi precedenti dell'opera, incluso il tema "Windflower", vengono riformulati e infine il concerto si conclude in un caratteristico tripudio di suoni orchestrali.

## Incisioni
La prima registrazione del concerto fu una versione troncata fatta dalla Gramophone Company sotto l'etichetta HMV nel dicembre 1916, usando il procedimento acustico, i cui limiti tecnici richiedevano un drastico riarrangiamento della partitura. C'erano due dischi da 12 pollici: D79-80. La solista era Marie Hall e l'orchestra, senza nome, era diretta dal compositore. La registrazione elettrica, introdotta negli anni '20, offriva una gamma dinamica e un realismo notevolmente migliorati e le due principali case discografiche inglesi, la Columbia e la HMV, fecero entrambe le registrazioni del concerto che sono ancora nel catalogo.
La prima registrazione completa fu fatta nel 1929 per la Columbia da Albert Sammons con la New Queen's Hall Orchestra diretta da Sir Henry Wood. La HMV sperava di registrare il lavoro con Kreisler, ma si dimostrò elusivo (credendo che Elgar fosse un cattivo direttore) e il produttore della HMV, Fred Gaisberg, si rivolse invece per il giovane Yehudi Menuhin. La registrazione fu fatta allo Abbey Road Studio 1 della EMI, nel giugno del 1932 e da allora è sempre rimasta in stampa su 78 giri, LP e CD. Queste due registrazioni caratterizzano i due approcci contrastanti al lavoro che sono esistiti da allora: Sammons e Wood, con una vivace esibizione, impiegano poco più di 43 minuti per eseguire il lavoro; Menuhin ed Elgar, in una lettura più apertamente espressiva, impiegano quasi 50 minuti. Tra le altre registrazioni dell'era monofonica figurano quelle di Jascha Heifetz (1949) e Alfredo Campoli (1954). Entrambe queste esibizioni sono nella tradizione Sammons/Wood, impiegando, rispettivamente, circa 42 e 45 minuti.
Molte moderne registrazioni stereo favoriscono l'approccio più lento di Menuhin ed Elgar. Lo stesso Menuhin nel suo remake stereo nel 1965 fu leggermente più veloce (poco meno di 48 minuti) rispetto al 1932, ma Pinchas Zukerman nelle sue due versioni in studio impiegò poco più di 50 minuti nella sua prima registrazione e poco meno di 49 nella seconda. Entrambe le incisioni di Nigel Kennedy hanno una durata di quasi 54 minuti. Itzhak Perlman è leggermente più veloce, con poco più di 47 minuti e Dong-Suk Kang impiega meno di 45 minuti. La versione più lenta registrata è quella con Ida Haendel e Sir Adrian Boult alla direzione della London Philharmonic Orchestra, con ben oltre 55 minuti. Una registrazione pubblicata nel 2006 utilizzò un testo basato sulla partitura del manoscritto originale di Elgar, anziché la versione pubblicata. Esaminando il CD nel giugno 2006, il critico di Gramophone Edward Greenfield osservò: "... le differenze sono molto piccole ... Devo confessare che se non mi fosse stato detto, avrei potuto apprezzarne solo due".
Il film della BBC Radio 3 "Building a Library" ha presentato in due occasioni recensioni comparative di tutte le versioni disponibili del concerto. The Penguin Guide to Recorded Classical Music, 2008, ha tre pagine di recensioni di registrazioni dell'opera. Le versioni raccomandate sia dalla BBC che da The Penguin Guide sono quelle di Menuhin (1932) e Sammons (1929).

### Osservazioni
1. ↑  Elgar e Reed trascorsero molto tempo insieme e diventarono amici per tutta la vita. Elgar aveva già avuto un aiuto con gli schizzi della violinista Leonora Speyer (conosciuta in campo professionale come Madame von Stosch) nel gennaio del 1910. Nel marzo di quell'anno Reed suonò tramite le bozze del concerto, nell'appartamento di Elgar a Londra.[5] In March of that year Reed played through the sketches of the concerto, at Elgar's London flat.[5]
2. ↑  Il violinista Philippe Graffin, che registrò un'esecuzione usando il manoscritto anziché lo spartito pubblicato nel 2006, contò 40 differenze tra il testo originale di Elgar e la versione pubblicata, anche se la maggior parte di esse sono molto piccole.[6]
3. ↑  Lo spettacolo ebbe luogo durante una riunione organizzata da Leo Frank Schuster prima del Three Choirs Festival del 1910.[7] Reed ricordava l'occasione: "Gli ospiti erano tutti riuniti e le luci abbassate... Sir Edward si sedette al piano e sussurrò rivolto verso di me 'Non mi lascerai tutto solo nel tutti, vero?' abbiamo iniziato... Devo confessare un po' di scrupoli mentre prendevo il violino dalla sua custodia quella domenica sera e mi resi conto che probabilmente c'erano quasi tutti i musicisti di spicco impegnati al Festival, oltre ad alcuni dei critici musicali al party in casa, ma le mie paure sono svanite alla prima nota e sono rimasto elettrizzato dall'atmosfera creata, dall'apprezzamento molto evidente degli ascoltatori e dalla forza magnetica che scorreva da Sir Edward".[4]
4. ↑  Nei diari di Alice Elgar è scritto che Julia Worthington veniva chiamata "Pippa" dai suoi amici, un nome di cinque lettere. Nel 1950 la signora Powell scrisse al compositore Harold Rutland, "Che fatto curioso è che la gente sembri preferire qualsiasi altra cosa tranne un fatto. Avendo mantenuto la mia promessa a Lady Elgar per 40 anni di non rivelare il "Segreto dei cinque punti", trovo ora che a nessuno importa sapere la verità e ho persino sentito qualcosa su "bolle bucate".
5. ↑  Elgar si riferiva a molti dei temi come temi "Windflower", ma il nome è particolarmente associato a questo tema.[15] Il tema riappare nel finale; il critico Samuel Langford ne scrisse: "Ogni volta che si ripete la frase di apertura della melodia, questa svanisce in una misteriosa coruscazione di note ascendenti che suggeriscono il rapido passaggio di una bellezza un tempo amata come speranza e somma della vita".[20]
6. ↑  "In due punti del primo movimento, brevi passaggi che originariamente utilizzavano terzine di crome sono stati cambiati nella versione finita in gruppi di semicrome. Questo finisce in un lampo ogni volta, ma più evidente è il fatto che le doppie corde del violino che fioriscono nell'ultima pagina del finale sono meno elaborate di quello che sappiamo. Quel cambiamento, a quanto pare, non è dovuto a Kreisler ma a Lady Elgar, sollecitando tale cambiamento a suo marito, che ha debitamente risposto".[25]